# Taeniophallus affinis
Espèce
Synonymes
- Dromicus affinis Günther, 1858
- Coronella iheringii Boulenger, 1885
- Echinanthera affinis (Günther, 1858)

Statut de conservation UICN

 LC  : Préoccupation mineure
Taeniophallus affinis  est une espèce de serpents de la famille des Dipsadidae.

## Répartition
Cette espèce est endémique du Brésil.

## Publication originale
- Günther, 1858 : Catalogue of Colubrine Snakes in the Collection of the British Museum, London, p. 1-281 (texte intégral).